# Johanna Nordström
Irma Johanna Louise Nordström, född 19 november 1995 i Västerås, är en svensk komiker, influerare och ståuppkomiker.

## Biografi
Johanna Nordström, som är uppvuxen i Västerås,. gick handbollsinriktning på gymnasiet och hennes omgivning upptäckte tidigt hennes komiska talang. Sommaren före gymnasiet, 2011, startade hon sitt Twitterkonto, @jonielol , och skrev om sådant som Melodifestivalen och Paradise hotel. Hennes twittrande väckte uppmärksamhet och fyra år senare rankades hon som svenska Twitters sjätte mest inflytelserika av Twittercensus . Strax efter värvades hon av Aftonbladets viralsatsning Lajkat och ett år senare gick hon till Nyheter24 som social media manager. Samtidigt frilansade hon på deltid och gjorde bland annat en radioserie i SR P3. Efter ett år på Nyheter24 gick hon över till den nya videoredaktionen  på Bonnier Magazines & Brands. Uppdraget där var att skapa videor till deras olika veckotidningar. Men istället för att bara skriva manus skådespelade hon själv tillsammans med bland annat Torbjörn Skorup. Det blev succé och ett år senare nominerades ett av klippen, "En vanlig dag på Post Nord" till Guldtuben för "Årets filmklipp". På Guldtuben 2018 fick hon totalt fyra nomineringar, bland annat "Årets humor" och "Årets instagram". 
Hösten 2018 sa Nordström upp sig från Bonnier för att på heltid arbeta med humor, ståuppkomik och olika uppdrag i media.
Hon medverkade i Masked Singer på TV4 under våren år 2021 som "Draken" och som speciell gäst i en av deltävlingarna till Melodifestivalen 2022.
Nordström driver tillsammans med Edvin Törnblom podcasten Ursäkta.
Under våren 2025 leder Nordström dokusåpan Love Island. 

## Filmografi (i urval)
- 2019 – En helt vanlig dag (TV-serie)
- 2020 – Parlamentet
- 2021 – Bäst i test (TV-program)
- 2021 – Trevlig helg (TV-serie)
- 2021 – Masked Singer Sverige
- 2021 – Snälla kriminella
- 2021 – Hallberg (TV-serie)
- 2021 – Skitsamma (TV-serie)
- 2022 – Edvin & Johanna – Sveriges enda kändisar (TV-serie)
- 2022 – Hellenius hörna
- 2023 – Talang (TV-serie)
- 2023 – Solsidan (TV-serie)
- 2025 – Let's Dance (TV-serie) (säsong 19)

## Priser och utmärkelser
| År   | Pris                                     | Resultat  |
| ---- | ---------------------------------------- | --------- |
| 2015 | Twittercensus: Årets mest inflytelserika | Plats 6   |
| 2016 | Twitterbaromtern: Årets twitterkomet     | Plats 9   |
| 2018 | Guldtuben: Årets video                   | Nominerad |
| 2018 | Guldtuben: Årets humor                   | Nominerad |
| 2018 | Guldtuben: Årets stjärnskott             | Nominerad |
| 2018 | Guldtuben: Årets instagram               | Nominerad |